# Luciano Gaete
Jaime Luciano Gaete Fredes (Lolol, Chile, 9 de abril de 1988) es un futbolista chileno. Juega de defensa y su equipo actual es Deportes Santa Cruz de la Primera B de Chile.

## Clubes
| Club                | País  | Año       |
| ------------------- | ----- | --------- |
| Deportes Santa Cruz | Chile | 2009      |
| Deportes Ovalle     | Chile | 2010-2011 |
| Santiago Morning    | Chile | 2012-2015 |
| Deportes Concepción | Chile | 2015-2016 |
| Santiago Morning    | Chile | 2016-2017 |
| Ñublense            | Chile | 2017-2018 |
| Rangers             | Chile | 2019-2021 |
| Deportes Santa Cruz | Chile | 2021-Act. |

- Datos: Q20165527